# 炎症
炎症（えんしょう、英: Inflammation）とは、生体に対する刺激や侵襲によって生じる局所的反応の一種。
生体が受けるストレス侵襲には微生物感染などの生物学的ストレス、温度変化や打撃などの物理的ストレス、酸やアルカリなどの化学的ストレスがあり、炎症はこれらを受けた組織とストレスとの応答により生じる。炎症部位には発熱、発赤、腫脹、疼痛などを生じる。
歴史的には紀元前3000年頃の古代エジプトのパピルスに既に炎症に関する記述がみられる。
1793年にはスコットランドの外科医ジョン・ハンターが「炎症は病気ではなく非特異的な反応」であるとし、炎症は自己防御反応として位置づけられるようになった。

## 炎症の徴候
生体に、これらの異常が生じると発赤 (ほっせき、redness)、熱感 (heat)、腫脹 (swelling)、疼痛 (pain) を特徴とする徴候が生じる。これを炎症の4徴候（ケルススの4徴候、Celsus tetrad of inflammation）と呼ぶ。さらに組織異常の発生部位によるが、機能障害 (loss of function) をもたらし、これをあわせて、炎症の5徴候（ガレノスの5徴候）と呼ぶ。この徴候の詳細を以下にまとめる。
発赤 (羅：Rubor、英：redness)
血管が拡張して局所血液量が増加し（充血）、その結果として患部が赤くなる。
疼痛 (羅：Dolor、英：pain)
充血や浮腫による組織圧、疼痛性起炎物質の産生により患部に痛みを生じる。痛み感覚は体中に分布する自由神経終末への入力、中枢の応答によっている。炎症の場合、当該部位に遊走した食細胞などが、キニン、プロスタグランジンなどの化学物質を放出し、痛み感覚の受容器を刺激し、これが感覚系を通じて中枢神経に伝えられることで生じる。これにより、異常の生じたことを認知して防御治癒のための個体行動を起こす。たとえば休養、逃避あるいは運動の制限が生じるなど。
発熱 (羅：Calor、英：fever)
直接的には血管が拡張して局所血液量が増加し（充血）、その結果として患部が熱を持つ。炎症反応の発熱は、当該組織に湧出したマクロファージ、白血球が発熱物質を産生することで引き起こされる。修復細胞免疫細胞などの体細胞は高い温度下で運動量が増大する。これが熱を産生する理由である。
腫脹 (羅：Tumor、英：swelling)
血管の透過性の亢進により炎症性水腫が生じることで患部が脹れる。ヒスタミン、キニン、ロイコトリエンなどの働きで毛細血管透過性が増すため、当該部位に血流が増大し、通常血管内にとどまる物質も組織液に流出し、腫脹が生じる。腫脹は活発な物質交換の場を提供する。
機能障害 (英：disturbance of function)
腫脹や疼痛の結果、患部が機能しなくなることをいう。19世紀、ドイツの病理学者であるルドルフ・ルートヴィヒ・カール・ウィルヒョーが「機能喪失」として炎症の徴候に挙げたが、完全に機能が失われることは稀であり「機能障害」として挙げられることが一般的である。

## 炎症の原因
炎症の原因（causes of inflammation）には細胞や組織障害を生じるあらゆるものが含まれる。
具体的な原因（ストレス侵襲）には、細菌、真菌、ウイルス、原虫、寄生虫などの侵入による感染症などによって生じる生物学的因子（生物学的ストレス）、機械的外力などの打撃、電気、紫外線、放射線、高温（熱傷）や低温（凍傷）といった温度変化など一定の物理的刺激によって生じる物理的因子（物理的ストレス）、重金属や有機溶剤による中毒あるいは酸やアルカリによる腐食などで生じる化学的因子（化学的ストレス）がある。
炎症を引き起こす物質を起炎物質という。起炎物質には体外から生体内に侵入したもの（外因）と体内で産生されたもの（内因）がある。例えば外傷などで細胞組織が壊死し、遊離した崩壊産物が有害因子として働く場合などである。
なお、抗原抗体反応や液性免疫、細胞性免疫も炎症の原因として分類されることがあり、これらは免疫学的因子と呼ばれることがある。生物学的因子、物理的因子、化学的因子が外因にあたるのに対し、免疫学的因子は内因にあたる。

## 炎症の種類

### 急性炎症と慢性炎症
炎症は経過がすみやかで早期に終息する急性炎症と、長期の組織障害や原因の病原の処理がおそいために4週間以上に長引く慢性炎症に分けられる。

### 形態学的分類
炎症は、細胞や組織の変性・壊死が高度に見られるが滲出や増殖が生じていない変質性炎症（変質性炎）、局所の循環障害や血液成分の滲出を特徴とする滲出性炎症（滲出性炎）、線維芽細胞の増殖を特徴とする増殖性炎症（増殖性炎）に分けられ、特に増殖性炎症（増殖性炎）のうち肉芽腫形成を特徴とするものを特殊性炎（肉芽腫性炎）という。

## 急性炎症
| 日本語   | ラテン語        |
| -------- | --------------- |
| 発赤     | Rubor*          |
| 腫れ     | Tumor*          |
| 発熱     | Calor*          |
| 疼痛     | Dolor*          |
| 機能喪失 | Functio laesa** |

急性炎症（きゅうせいえんしょう）は生体内に異常が生じた時、その初期、あるいは軽微な異常に対処するために生じる反応である。

### 局所の組織障害
生体が何らかの傷害を受けた場合、通常は体内に存在しない特徴的な物質が放出される。これらの物質をダメージ関連分子パターンと呼ぶ。この分子群には、体外から侵入した微生物に由来する病原体関連分子パターンと、損傷を受けた自己組織に由来するアラーミン (alarmin) が含まれる。 このような傷害に特徴的な物質群が、自然免疫系に属する細胞に多く発現するパターン認識受容体により認識されることにより、炎症を惹起するサイトカインなどが放出される。
このサイトカインなどの作用により、周辺の血管の直径は増し、血管壁の浸透性が高まる。この結果、血液供給量の増加に伴う発赤や熱感、浸透性の増加から来る体液の浸潤に伴う腫脹や疼痛が引き起こされる。
これら、炎症の誘導に関わる分子は炎症メディエーターといい、これらの作用が合わさって炎症反応を引き起こす。
炎症にかかわる物質や仕組み（炎症メディエーター）は、その組織異常の症候に応じて様々な組み合わせで生じるので、血管拡張がわずかなため赤みを帯びない炎症なども生じえる。あるいは発熱を生じるほどでないため、熱をそれほど持たない炎症も存在する。これらの反応が起きると、恒常性は血液循環を制御して、異常部位へのエネルギー供給を増やす。外傷や内傷の場合、周辺組織に攣縮が起きる場合もある。このように症候に応じて反応が起きるが、異常のレベルが高ければ、より複雑かつ多重的になる。

### 局所の循環障害
微小循環領域に急速に出現する急性炎症反応は、微小循環血流の増加、微小循環からの血漿たんぱく質の滲出、微小循環からの白血球の血管外遊走のプロセスからなる。
1. 血流の増加
急性炎症で最も早く出現する変化は血管拡張で、ヒスタミンや一酸化窒素（NO）が血管壁の平滑筋を弛緩させることで引き起こされる[11]。
2. 血漿たんぱく質の滲出
血管拡張が引き起こす最も目立つ変化が血管透過性の亢進で、これにより血液中の細胞成分や比較的サイズの大きい血漿たんぱく質が血管から血管外の間質に移動（滲出）できるようになる[11]。放出されたヒスタミンなどの化学伝達物質には、血管壁の透過性を亢進させる作用があり、局所への炎症細胞浸潤を促す[7]。たんぱく質含量が多く、細胞の残骸等も含む滲出液によって腫脹（局所的な浮腫） が出現する[11]。炎症部位で血漿成分が血管透過性の亢進により血管外に滲出することを液性滲出（exudation）という[1]。
3. 白血球の血管外遊走
血管内成分の滲出が起こると血流速度は低下し、血液の粘稠度が増加して血管うっ血を生じる[11]。血管うっ血により赤血球が充満すると白血球は血管壁に押し当てられ、血管内皮細胞は細胞接着因子の発現の効果により白血球は血管内皮細胞に固定される[11]。この移動を血管外遊走 (extravasation) という。好中球と単核白血球が血管外に遊走することを白血球遊出（emigration of leukocyte）という[1]。また、炎症性細胞および血管内皮細胞からメディエーターが放出されることをケミカルメディエーター（化学的仲介物質）の活性化（activation of chemical mediators）という[12]。

### 有害物質の除去と組織の修復
壊死細胞は細胞や組織の破壊物に含まれる酵素により分解され、好中球やマクロファージの貪食によって除去される。欠損した組織は線維芽細胞によって作り出される膠原線維で修復され、修復の材料を輸送するための豊富な毛細血管からなる肉芽組織が形成される。

### 急性炎症の転帰
急性炎症の転帰は、完全治癒、不完全治癒、慢性炎症への移行に分けることができる。
- 完全治癒：病原体が駆逐され、組織や細胞が修復されて、病気の痕跡を残すことなく回復すること[13]。
- 不完全治癒： 異物や病原体を完全に排除できず、組織の欠損を修復できないまま硬い線維に置き換わり線維化すること[13]。
  - 瘢痕治癒：欠損組織が多い場合、線維芽細胞、マクロファージ、新生血管が肉芽組織を形成して瘢痕組織となって、欠損部を補う
  - 膿瘍治癒：化膿 (pyogenic) 菌感染が炎症部位に起こった場合に起こる
- 慢性炎症：炎症の病原が弱くなりながらも残存して持続するもの[13]。詳細は後述。

## 慢性炎症
慢性炎症（まんせいえんしょう）は、急性炎症の症状がやや軽減しながらも治りきらずに持続する場合あるいは発症が潜行性で症状は強く出ないが持続する場合をいう。慢性炎症の症状は数か月から数年に及ぶことがある。
炎症は限局性の生体の防御反応であるが、疾患の原因になることもある。例えば脳内の腫瘍は占拠性病変として脳内の周囲の構造を圧迫損傷することがある。
静かに沈むような軽度の慢性炎症は、ほとんどすべての人に影響を及ぼし、認知症、うつ病、心血管疾患、癌、2型糖尿病、アレルギー、喘息などの症状の原因となる可能性がある。驚くべきことに、世界中の5人に3人が、慢性炎症に関連する病気で亡くなっている。慢性炎症が認知機能低下、脳卒中、認知症（アルツハイマー病を含む）、うつ病につながる可能性がある。慢性的なストレスなどは、慢性炎症の発症を引き起こす。多くの慢性疾患は炎症に関連しており、その炎症を制御することはしばしば治療の重要な部分である。しかし、炎症はほとんどの慢性疾患の直接的な原因ではない。したがって、慢性炎症は一般の人々の想像をはるかに超えているが、それが唯一の死因ではなく、慢性炎症を制御することは他の慢性疾患の排除につながらない。それでも、地中海式食事療法は慢性炎症を軽減するのに役立つ。

## 主な炎症
- 急性炎症
  - 変質性炎症（実質性炎症）
  - 滲出性炎症（浸出性炎症、血管性炎症）
    - 漿液性炎症
    - 線維素性炎症
    - 化膿性炎症
      - 膿瘍
      - 蜂窩織炎（蜂巣炎）
      - 急性虫垂炎
      - 蓄膿症

    - 滲出性中耳炎
    - カタル性炎症
    - 出血性炎症
    - 腐敗性炎症（壊疽性炎症、壊死性炎症）
      - 壊死性筋膜炎
- 慢性炎症
  - 増殖性炎症
    - 肉芽腫性炎症
      - 特異性炎症（特殊性炎症）
        - 結核
        - 梅毒
        - ハンセン病
        - サルコイドーシス
        - 野兎病
        - ブルセラ症
        - 腸チフス
        - その他真菌症